# Portknockie
Portknockie (schottisch-gälisch Port Chnocaidh; zu Deutsch: „Der Hafen an den Hügeln“) ist eine Küstenstadt und Ferienort im Council Area Moray in Schottland. Sie liegt am Moray Firth zwischen Findochty und Cullen. Portknockie wurde 1677 gegründet.

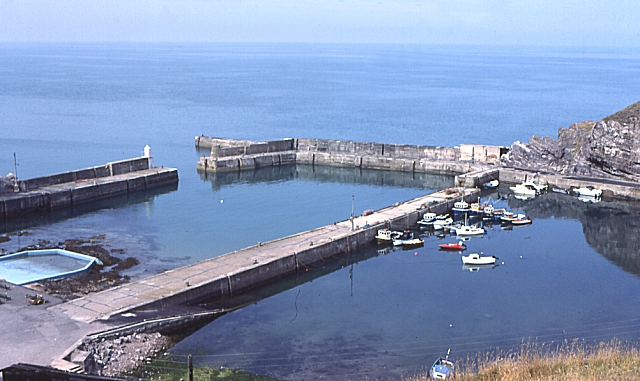
Hafen von Portknockie

Bis 1968 war Portknockie an das britische Eisenbahnnetz angeschlossen, seitdem kann man es nur noch per Straße, oder über See erreichen. Auf der ehemaligen Trasse der Eisenbahn verläuft jetzt der Sustrans cycle path, der Inverness mit Aberdeen verbindet, der Moray Coastal Footpath verläuft auch durch Portknockie.
Im 19. Jahrhundert war Portknockie ein bedeutender Fischerhafen, in dem Heringe angelandet wurden. Gegenwärtig gibt es nur noch wenige kommerzielle Fischer. Der Ort ist aber ein beliebter Hafen für Sportfischer und man kann Delfine beobachten.
In der Nähe von Portknockie liegt der Bo Fiddle Rock, eine Quarzitformation, die an einen Geigenbogen erinnert. Eine weitere Sehenswürdigkeit ist die Ruine des auf einer Landzunge gelegenen Green Castle, das sich bis auf das Jahr 1000 v. Chr. zurückführen lässt.